# Bricquebosq
Bricquebosq – miejscowość i gmina we Francji, w regionie Normandia, w departamencie Manche.
Według danych na rok 1990 gminę zamieszkiwały 414 osoby, a gęstość zaludnienia wynosiła 51 osób/km² (wśród 1815 gmin Dolnej Normandii Bricquebosq plasuje się na 499. miejscu pod względem liczby ludności, natomiast pod względem powierzchni na miejscu 639.).